# イッツ・ア・ビューティフル・デイ (アルバム)
| 専門評論家によるレビュー | 専門評論家によるレビュー |
| レビュー・スコア         | レビュー・スコア         |
| 出典                     | 評価                     |
| ------------------------ | ------------------------ |
| オールミュージック       | [ 1 ]                    |
| ローリング・ストーン     | (negative)               |

『イッツ・ア・ビューティフル・デイ』（原題：It's a Beautiful Day）は、 サン・フランシスコ・レコードからリリースされたサイケデリックバンド：イッツ・ア・ビューティフル・デイによるセルフタイトルのデビューアルバム。このアルバムの曲「ホワイト・バード」はバンドの最大のヒットだった。アルバムはビルボード・トップLPのアメリカのアルバムチャートで47位を記録した。 

## ジャケット
ジョージ・ハンターがデザインし、ケント・ホリスターが描いたジャケットは、チャールズ・コートニー・カランによる1912年の絵画 Woman on the Top of a Mountain に基づいている。このデザインでは、ジョージ・ハンターがジャケットの残りの部分の雰囲気により良くフィットすると感じたコロンビア・レコードのロゴの古いバージョンを使用した 。アルバムジャケットは、ローリング・ストーン誌の100枚の最高のアルバムジャケットのリストで24番である。この少女はまた、クイックシルヴァー・メッセンジャー・サーヴィスの Happy Trails のジャケットの背景にも見ることができる。 
オランダでのCBSの1972年の再発行では、最初の2枚のイッツ・ア・ビューティフル・デイのアルバムのオリジナルのカバーアートがサン・フランシスコ・レコード単独の所有物になったため、ビーチ・シーンのモダンペインティングを表紙と裏表紙として使用した。IABDはマシュー・カッツによって設立され、グループはサン・フランシスコ・サウンド・レコードとレコード契約を結んだ。カッツはCBSに落ち着き、「この2枚のアルバムに含まれているのと同じイベントでCBSがカバーアートを複製するか、同じ曲を複製する」という合意に至った。同じことは、すべてまたは一部が同じ裁判所の和解である最初の2つのモビー・グレープのアルバムにも当てはまっている。これらのIABDおよび Moby Grape アルバムの唯一の合法的な情報源は、サン・フランシスコ・サウンドからとなる。
後に日本のバンド・サザンオールスターズのアルバム『Young Love』のジャケットの中で、サザンのメンバーである原由子が本作のジャケットのパロディをしている。

## アルバムの内容
彼等の代表曲と称される「ホワイト・バード」は、デビッドとリンダ・ラフレイムがワシントン州シアトルに住んでいた時に経験したことに触発された。1967年12月の数週間、メンバーはシアトルの古い家の屋根裏部屋に住んで、元々はアンコール・ボールルームとして知られていた会場で演奏とリハーサルをしていた。その頃マネージャーのマシュー・カッツは、クラブの支配権を引き継いで「サンフランシスコ・サウンド」と改名した。バンドの名前に皮肉なひねりを加えたこの曲は、シアトルの冬の雨天に一部インスピレーションを受けたものである。デヴィッド・ラフレイムは後のインタビューで次のように述べている。 
「ホワイト・バード」はどこから来たのか……私たちはあの屋根裏部屋にいる鳥のようでした。お金も交通手段もなかったし、天気は悲惨だった。私たちに提供された非常に小さな食糧の割り当てをかろうじて得ていました。それはかなりの経験でしたが、ある意味で非常に創造的でした。 

## 評論家の反応
オールミュージックのリンゼイ・プラナーはアルバムに5つのうち4つの星を与え、次のように書いている。
それはベイエリアのサイケデリックなシーンとよく対照的なユニークなプログレッシブロックスタイルにとって忘れられない美しさです...『イッツ・ア・ビューティフル・デイ』は時のかけらとして、そして洗練されたロックンロールがサンフランシスコの音楽シーンの肥沃な環境でどのようになったかの証拠として残っています。

## 大衆文化において
「ホワイト・バード」は1980年代のテレビシリーズ『ナイトライダー』の3つのエピソードで使用されている。主人公マイケル・ナイトと彼の真の愛の関係のテーマソングであり、"White Bird"（シーズン1、エピソード19、1983年3月4日、日本版サブタイトルは「危機一髪!ナイト2000 窮地の女性を救え」）、"Let It Be"（1984年5月13日、シーズン2、エピソード23、同「ビデオテープは死のサイン！芸能界潜入！マイケル歌手に!!」、"The Scent of Roses"（1986年1月3日、エピソード4、エピソード3、同「復讐の鎮魂歌・さらばナイト2000」）で使用された。この曲は2015年のウィル・スミス主演映画『フォーカス』でも取り上げられた。 

## その他
1970年、ディープ・パープルは「ボンベイ・コーリング」のテーマとアレンジの大部分を、楽曲「チャイルド・イン・タイム」の基礎に使用した。2000年には、1995年にムンバイ（旧ボンベイ）で行なったコンサートのDVDを『ボンベイ・コーリング』と題して発表した。

## トラックリスト
| #  | タイトル                                                  | 作詞 | 作曲・編曲 | 作者                                       | 時間 |
| -- | --------------------------------------------------------- | ---- | ---------- | ------------------------------------------ | ---- |
| 1. | 「ホワイト・バード - White Bird」                         |      |            | デヴィッド・ラフレイム、リンダ・ラフレイム | 6:06 |
| 2. | 「ホット・サマー・デイ - Hot Summer Day」                 |      |            | デヴィッド・ラフレイム、リンダ・ラフレイム | 5:46 |
| 3. | 「ウェステッド・ユニオン・ブルース - Wasted Union Blues」 |      |            | デヴィッド・ラフレイム                     | 4:00 |
| 4. | 「ガール・ウィズ・ノー・アイズ - Girl with No Eyes」      |      |            | デヴィッド・ラフレイム、リンダ・ラフレイム | 3:49 |

| #  | タイトル                                  | 作詞 | 作曲・編曲 | 作者                                       | 時間 |
| -- | ----------------------------------------- | ---- | ---------- | ------------------------------------------ | ---- |
| 5. | 「ボンベイ・コーリング - Bombay Calling」 |      |            | ヴィンス・ウォレス、デヴィッド・ラフレイム | 4:25 |
| 6. | 「ブルガリア - Bulgaria」                 |      |            | デヴィッド・ラフレイム                     | 6:10 |
| 7. | 「タイム・イズ - Time Is」                |      |            | デヴィッド・ラフレイム                     | 9:42 |

## パーソネル

### イッツ・ア・ビューティフル・デイ
- デビッド・ラフレイム – ヴァイオリン、フルート、リードボーカル
- リンダ・ラフエイム – アコースティックピアノ、エレクトリックピアノ、オルガン、セレステ、ハープシコード
- ハル・ワグネット – ギター
- ミッチェル・ホルマン – ベース、ハーモニカ、バッキングボーカル
- ヴァル・フエンテス – ドラムス、バッキング・ボーカル
- パティ・サントス – パーカッション、ベル、ボーカル

### 追加ミュージシャン
- ブルース・スタインバーグ – ハーモニカ（トラック2）

### 製作
- マシュー・カッツ – プロデューサー
- ブライアン・ロス＝マイリング – エンジニア
- グローブ・プロパガンダ – カバーアート
- ブルース・スタインバーグ – 写真

## チャートでのパフォーマンス

### アルバム
| チャート                   | 年   | 最高位 | 合計週間 |
| -------------------------- | ---- | ------ | -------- |
| 米国ビルボード200          | 1969 | 47     | 70       |
| 全英オフィシャル・チャート | 1970 | 58     | 1        |
| RPMチャート（カナダ）      | 1969 | 71     | 1        |